# Populärmusik aus Vittula (Film)
Populärmusik aus Vittula (schwedischer Originaltitel: Populärmusik från Vittula) ist ein Film von Reza Bagher. Er wurde im Jahr 2004 in Finnland und Schweden nach dem gleichnamigen Roman des schwedischen Autors Mikael Niemi gedreht.

## Handlung
Matti und sein Jugendfreund Niila wachsen in den 60er- und 70er-Jahren in Pajala auf, einem Ort in der Grenzregion zwischen Schweden und Finnland, der im Volksmund auch „Vittulajänkkä“ (Vittula: Vulgärsprachlich für das weibliche Genital, jänkkä: Moor) genannt wird. Der Film behandelt verschiedene Themen: Die beiden Protagonisten entdecken ihre Liebe zum Rock ’n’ Roll und damit auch die Welt, die außerhalb von Pajala existiert. Sie geben sich die größte Mühe, in der abgelegenen Region eine Band zu gründen. Außerdem behandelt der Film das Erwachsenwerden in der verlassenen Gegend inmitten von Trinkgelagen, religiösem Fanatismus und der Familie. Die Familien von Matti und Niila könnten unterschiedlicher nicht sein: Matti hat nur eine Schwester und relativ tolerante Eltern. Niila spricht zu Hause Finnisch, hat viele Geschwister und wird regelmäßig von seinem Vater geschlagen. Die zwei verbindet etwas, was sie für eine Freundschaft halten.

## Kritiken
„Die Verfilmung eines grotesken Romans treibt der skurril-nostalgischen Geschichte jeglichen Charme aus und lässt wenig Gespür für Zwischentöne erkennen. Die ‚Coming of Age‘-Geschichte der Vorlage dient vor allem als Aneinanderreihung von derben, mitunter auch zynischen Einfällen.“

„Der iranisch-schwedische Regisseur Reza Bagher, dem das nordeuropäische Urmenschentum nicht vertrauter sein dürfte als seinem Publikum, behandelt den vormodernen Stoff zwar nicht ohne historisierende Hochachtung, aber durchgängig ironisch. Seine unaufdringliche, heitere Pippi-Langstrumpfisierung der Vorväterwelt ist unterhaltsam und in jeder Hinsicht unbedenklich: intelligente Folklore. Die schwedische Romanvorlage Populärmusik aus Vittula von Mikael Niemi, eine sehr erfolgreiche, herzlich einfältige Erzählung aus der Sicht eines jugendlichen Weltrandbewohners, verfehlt der Film dennoch nicht.“

„Gefühlvoll porträtiert Bagher die Krise einer ambivalenten Beziehung, die sich den gesamten Film über zwischen einer gewöhnlichen Jungenfreundschaft und einer versteckten Liebesbeziehung bewegt und daran scheitert, dass die Interessen der beiden Protagonisten immer schwerer zu vereinbaren sind.“

„Im Grunde aber bleibt der Film stets an der Oberfläche: Populärmusik ist weniger ein durchkomponierter Entwicklungsroman als die heiter-nachdenkliche Geschichte einer Freundschaft, beleuchtet von einer losen Kette kauzig-schratiger Episoden. Anflüge von psychologischem Pseudorealismus bleiben uns erspart. Die anekdotische Erzählweise, die Freude am Maßlosen und Vulgären führen unvermeidlich zu Vergröberungen und damit zu einem Film, der einer etwas ungerichteten Dramaturgie folgt. Das trübt das Vergnügen aber kaum an dieser amüsanten Dorfkomödie.“